# Ирвинг Лозано
Ирвинг Родриго Лозано Баена (шп. Hirving Rodrigo Lozano Bahena; Мексико Сити, 30. јул 1995) професионални је мексички фудбалер који игра на позицији крила. Тренутно наступа за ПСВ из Ајндховена и репрезентацију Мексика.

## Каријера
Фудбалску каријеру започео је у Пачуки, а освојио је титулу сезоне 2015/16. и КОНКАКАФ Лигу шампиона, укупно одиграо 149 утакмица и дао 43 гола за екипу. У јуну 2017. потписао је за ПСВ Ајндховен, освојио је са тимом Ередивизију у својој првој сезони у Холандији. Године 2019. потписао је уговор са Наполијем.
Са мексичком репрезентацијом испод 20 година, Лозано је освојио 2015. године КОНКАКАФ У-20 првенство, а такође је играо на Олимпијади 2016. Дебитовао је за сениорску репрезентацију у фебруару 2016. године.
На Светском првенству 2018. године, Лозано је постигао победоносни гол у првом колу против Немачке.

## Статистика каријере

### Репрезентативна
Ажурирано 10. јула 2021.
| Mexico | Mexico  | Mexico |
| Година | Наступи | Голови |
| ------ | ------- | ------ |
| 2016   | 12      | 1      |
| 2017   | 12      | 6      |
| 2018   | 10      | 1      |
| 2019   | 5       | 2      |
| 2020   | 2       | 1      |
| 2021   | 7       | 3      |
| Укупно | 48      | 14     |

### Голови за репрезентацију
| #  | Датум              | Место           | Противник         | Гол | Резултат | Такмичење                                |
| -- | ------------------ | --------------- | ----------------- | --- | -------- | ---------------------------------------- |
| 1. | 25. март 2016.     | Ванкувер        | Канада            | 2:0 | 3:0      | Квалификације за Светско првенство 2018. |
| 2. | 8. јун 2017.       | Мексико Сити    | Хондурас          | 2:0 | 3:0      | Квалификације за Светско првенство 2018. |
| 3. | 24. јун 2017.      | Казањ           | Русија            | 2:1 | 2:1      | Куп конфедерација у фудбалу 2017.        |
| 4. | 1. септембар 2017. | Мексико Сити    | Панама            | 1:0 | 1:0      | Квалификације за Светско првенство 2018. |
| 5. | 6. октобар 2017.   | Сан Луис Потоси | Тринидад и Тобаго | 1:1 | 3:1      | Квалификације за Светско првенство 2018. |
| 6. | 10. новембар 2017. | Брисел          | Белгија           | 2:2 | 3:3      | Пријатељска                              |
| 7. | 10. новембар 2017. | Брисел          | Белгија           | 3:2 | 3:3      | Пријатељска                              |
| 8. | 17. јун 2018.      | Москва          | Немачка           | 1:0 | 1:0      | Светско првенство 2018.                  |

## Трофеји

### Клуб
Пачука
- Првенство Мексика: Клаусура 2016.
- КОНКАКАФ Лига шампиона: 2016/17.

ПСВ Ајндховен
- Ередивизија: 2017/18.

Наполи
- Серија А: 2022/23.
- Куп Италије: 2019/20.